# Neamul Șoimăreștilor (film)
Neamul Șoimăreștilor este un film istoric românesc în două părți din 1965, regizat de Mircea Drăgan. Scenariul filmului a fost realizat după romanul istoric omonim scris de Mihail Sadoveanu. Filmul este prezentat pe generic ca „o povestire din Moldova anului 1612”. Rolurile principale au fost interpretate de actorii George Calboreanu, Ștefan Ciubotărașu, Colea Răutu, Dina Cocea, Mihai Boghiță, Amza Pellea și Ion Besoiu.
Fiilmul este împărțit în două părți inegale ca durată: partea I-a are 78 de minute, iar partea a II-a doar 60 de minute. Acțiunea filmului se petrece în Moldova de la începutul secolului al XVII-lea, în contextul luptelor pentru putere dintre Ștefan Tomșa al II-lea și urmașii lui Ieremia Movilă). Personajul principal este Tudor Șoimaru, oștean în armata voievodului Tomșa, descendent dintr-o veche familie de răzeși dintr-un sat de pe malul Răutului. El se îndrăgostește de Magda, frumoasa fiică a boierului Stroie Orheianu, pe care o salvase din mâinile cazacilor zaporojeni. Tudor Șoimaru este sfâșiat între dragostea pentru Magda, fiica celui care-i ucisese tatăl și-i jefuise neamurile, și dorința de a se face dreptate. În final, el îl ucide pe boier și dă foc curții boierești.
Neamul Șoimăreștilor este primul film românesc în format „ecran lat-color”. El se află pe locul 5 în topul celor mai vizionate filme românești din toate timpurile după cum atestă un comunicat din 2006 al Uniunii Autorilor și Realizatorilor de Film din România.

## Rezumat

### Partea I-a
În secvențele de început ale filmului, un narator anonim (care vorbește în numele lui Sadoveanu) precizează următoarele: „Părea că i-a fost sortit țării acesteia și norodului ei să aibă hodina vântului și tihna valurilor. De la adormirea slăvitului Ștefan Voievod trecuse un veac. Puterea paloșului și rânduielile Măriei Sale au îngăduit Moldovei să se țină neatârnată tot începutul veacului al XVI-lea. Mai apoi, luptele pentru domnie dintre urmașii marelui voievod au slăbit țara și lumina ei s-a întristat. La 1612, pe vremea când înfloresc teii, la locul care se cheamă Cornul lui Sas Ștefan Tomșa și Elisabeta Movilă cu oaste adunată de mercenari și pământeni se înfruntau pentru putere.”.
După instalarea lui Ștefan Tomșa al II-lea (Ion Besoiu) ca domn al Moldovei cu ajutorul turcilor, boierii fugari rămași credincioși fostului domnitor Constantin Movilă și mamei acestuia, Doamna Elisabeta (Dina Cocea), și câțiva magnați polonezi au strâns o oaste de mercenari și au invadat țara în vara anului 1612. Bătălia are loc la Cornul lui Sas, pe malul Prutului, iar oastea moldovenească a lui Tomșa învinge, cu ajutorul hoardei tătarilor din Bugeac conduse de hanul Temir Bey (Colea Răutu). În timpul luptei, căpitanii de oști Tudor Șoimaru (Vasile Boghiță) și Simeon Bârnovă (Amza Pellea) îl salvează viața hanului și cei trei devin frați de sânge potrivit unei vechi tradiții tătărești.
Șoimaru provenea dintr-o veche familie de răzeși din satul Șoimărești de pe malul Răutului, pribegise prin străinătate o lungă perioadă și nu-și mai văzuse locurile natale de aproape 20 de ani. El hotărăște să se ducă într-acolo pentru a-și revedea rudele, iar cei doi frați de sânge ai săi îi propun să-l însoțească. Ei fac un popas la hanul de la Fântâna lui Albotă și acolo îl întâlnesc pe boierul Stroie Orheianu (Ștefan Ciubotărașu), salvându-i acestuia fata din mâinile cazacilor zaporojeni care o răpiseră. Boierul avea conacul la Murgeni, în apropiere de Șoimărești, și merge o porțiune de drum împreună cu cei trei frați de sânge. Tudor Șoimaru se îndrăgostește de Magda (Ana Maria Nicolau), iar fata îi răspunde la sentimente.
Ajuns în satul natal, Tudor Șoimaru află de la moș Mihu (George Calboreanu), unchiul său, că boierul Stroie Orheianu ocupase jumătate din moșia răzășească în urma unei judecăți strâmbe făcute în timpul lui Aron Vodă și îl ucisese cu buzduganul pe Ionașcu, tatăl lui Tudor, care se ridicase pentru drepturile răzeșilor. Casa părinților lui fusese incendiată apoi de oamenii boierului. Între timp, după scurtul popas făcut la Murgeni, Orheianu a fugit în Podolia, alăturându-se curții Doamnei Elisabeta Movilă de la Ianev.
Șoimaru și Bârnovă, împreună cu slujitorii lor, pleacă în Podolia pentru a o găsi pe Magda. Tătarii lui Temir intră și el în Polonia, prădând localitățile de graniță. La un bal organizat la palatul șleahticului Vladimir Coribut (Fory Etterle) de la Ianev, Tudor o vede pe Magda și vrea să-i vorbească, dar fata se preface că nu-l cunoaște, moment în care boierul Stroie Orheianu îl prezintă celor din sală ca pe un spion al lui Tomșa. Șoimaru este arestat, dar reușește să fugă cu ajutorul lui Bârnovă și al oamenilor săi de încredere.

### Partea a II-a
Întors în Moldova, Tudor Șoimaru cere lui Tomșa Vodă să le facă dreptate răzeșilor șoimăreșteni. Moș Mihu îi prezintă voievodului abuzurile săvârșite de Stroie Orheianu care le răpise pământurile dăruite lor de Alexandru cel Bun și Ștefan cel Mare. Ștefan Tomșa le dă dreptate răzeșilor, poruncind să li se restituie moșiile moștenite din moși-strămoși până dincolo de Murgeni cu toată curtea lui Stroie Orheianu care fusese clădită pe pământul luat cu japca. Dreptatea lui Tomșa îi nemulțumește pe unii boieri care îngroașă rândurile fugarilor din Polonia. Deoarece magnații polonezi ezită să o mai ajute cu bani pentru formarea unei noi oști, Doamna Elisabeta Movilă își pune la dispoziție propriile bijuterii pentru plata mercenarilor.
Răzeșii șoimăreșteni iau în posesia vechea lor moșie, iar Tudor se stabilește în sat unde-și construiește o casă nouă. El se îndrăgostește de țăranca Anița (Ioana Drăgan), o fată simplă, dar cinstită. Liniștea nu ține mult, iar Simeon Bârnovă aduce vestea că boierii moldoveni s-au răsculat împotriva domnitorului și au pornit cu o oaste de strânsură asupra Iașilor. Căpitanul Tudor îi ridică la luptă atunci pe răzeșii din împrejurimile Șoimăreștilor pentru a-l apăra pe domnitorul care le făcuse dreptate. Bătălia este câștigată de oastea domnitorului, iar boierii trădători prinși sunt uciși.
La scurtă vreme intră în țară oastea de mercenari plătită de Doamna Elisabeta Movilă. Deși i se alătură hoarda lui Temir Bey, mica oaste a lui Tomșa este copleșită de numeroșii inamici. Domnitorul fuge în străinătate cu puținii slujitori credincioși rămași, dar Tudor Șoimaru hotărăște să se întoarcă în satul părintesc. Alexandru Movilă, un al fiu al Doamnei Elisabeta, este înscăunat ca domnitor. Stroie Orheianu își recapătă privilegiile deținute anterior și se întoarce la curtea boierească de la Murgeni. Șoimaru îi anunță pe răzeși să fie pregătiți și înarmați pentru a-și apăra pământurile atunci când boierul va veni în sat. Magda, care se măritase între timp cu șleahticul Anton Ludno (Oleg Danovski), îl previne pe Șoimaru să fugă pentru că Orheianu a venit cu gânduri de răzbunare.
În duminica următoare, boierul vine la biserică pentru a vorbi cu răzeșii. El le spune că i-a cerut noului domnitor să-i ierte pe șoimăreșteni pentru că au luptat de partea lui Tomșa, pretinzând în schimb ca sătenii să-i dea de bunăvoie întregul lor pământ pentru a-și întregi moșia sa. Tudor Șoimaru îi spune boierului că nu înțelege judecata lui, iar Orheianu ridică buzduganul pentru a-l lovi așa cum făcuse cu ani în urmă și cu tatăl său. În acel moment, fostul căpitan de oști scoate sabia și îl lovește cu ea pe boier drept în moalele capului, apoi îi târăște cadavrul pe mormântul lui Ionașcu. În acest timp, șoimăreștenii îi atacă pe dragonii polonezi care-l însoțeau pe boier și îi ucid, dau foc curții boierești sub privirile Magdei și a soțului ei care sunt alungați din sat, iar apoi ară cu plugurile pământul unde a fost odinioară conacul lui Stroie Orheianu.
În final, același narator mărturisește: „Bunicii mei sînt strănepoții acestor oameni, iar eu am scris această povestire având în sufletul meu răsunetul durerii lor”.

## Distribuție
- George Calboreanu — moș Mihu, unchiul lui Tudor Șoimaru
- Ștefan Ciubotărașu — boierul Stroie Orheianu
- Colea Răutu — Temir Bey, hanul tătarilor din Bugeac
- Dina Cocea — Doamna Elisabeta Movilă, văduva lui Ieremia Movilă
- Mihai Boghiță — căpitanul de oști Tudor Șoimaru
- Amza Pellea — boierul Simeon Bârnovă, căpitan de oști
- Ion Besoiu — Ștefan Tomșa al II-lea, domnul Moldovei
- Costache Antoniu — hangiul moș Chirilă
- Fory Etterle — nobilul polonez Vladimir Coribut (menționat Fory Eterle)
- Oleg Danovschi — nobilul polonez Anton Ludno, soțul Magdei
- George Mărutză — Nicoriță Armașul
- Toma Dimitriu — vornicul Nistor Ureche
- Titus Lapteș — vornicul Negură
- George Aurelian — mitropolitul Moldovei
- Dem Rădulescu — Lie, slujitorul lui Tudor Șoimaru (menționat Dem. Rădulescu)
- Constantin Rauțchi — Ilun, omul de încredere al lui Temir Bey
- Ernest Maftei — Ispas, slujitorul lui Bîrnovă
- Ana Maria Nicolau — Magda, fiica boierului Stroie Orheianu
- Ioana Drăgan — țăranca Anița, fiica lui Savin
- Jean Lorin Florescu — nobilul polonez Samoil Corețki
- Alois Krateil
- Florin Piersic — nobilul litvan Pavel Minski
- Petre Gheorghiu — boierul moldovean Alexa Vulpe
- Matei Alexandru — boier loial Elisabetei Movilă
- Mihai Soroțchi
- Eugen Harizomenov
- Alexandru Virgil Platon — călăul Iancu Țiganul
- Simion Negrilă
- Gheorghe Pătru
- Marcel Gîngulescu
- Felix Caroli
- Silvia Fulda — hangița
- Dem Niculescu
- Elisabeta Preda — Vanda, doamna de companie a Elisabetei Movilă
- Ion Anghel — ceauș al lui Tomșa
- Constantin Lungeanu
- Dinu Gherasim
- Traian Petruț
- Dan Nicolae
- Mircea Cojan
- Mircea Balaban — pan Zubovski, șleahtic polonez
- Tănase Gavril
- Minel Kleper
- Mihai Badiu
- Mircea Cosma — logofătul Stroici
- Gheorghe Poiană
- N. Gr. Bălănescu
- Dorel Sireteanu
- Maricel Laurențiu
- Mihail Milcoveanu
- Alexandru Azoiței
- Napoleon Crețu
- Marius Vulpe
- Mariana Georgescu
- Costin Popescu
- Ileana Cadariu
- Vasile Lupu
- Nicolae Dolea
- Grigore Ștefănescu
- Ion Bog

## Producție

### Pregătiri
Scenariul filmului a fost scris de Alexandru Struțeanu și Constantin Mitru după romanul Neamul Șoimăreștilor de Mihail Sadoveanu.  Decupajul regizoral al lui Mircea Drăgan a fost trimis spre aprobare la 23 decembrie 1960, dar a fost modificat de mai multe ori. Între timp, Mihail Sadoveanu a decedat la 19 octombrie 1961.
Într-un interviu publicat în iunie 1963 în revista Cinema, regizorul Mircea Drăgan afirma că opera literară a lui Sadoveanu „cuprinde subiecte extrem de «cinematografice»”, conflictele și dezvoltarea dramaturgică putând da filmului multă autenticitate, „scoțîndu-l din sfera convențiilor obișnuite ale filmului istoric, plasîndu-l pe linia unui realism apropiat naturii umane și vieții sociale”. El își exprima intenția de a se abate de la tradiția filmelor istorice care recurgeau la poetizarea trecutului, idealizarea personajelor și schematizarea caracterelor. Personajele din film urmau a fi prezentate în legătură cu „interesele lor de clasă și sociale”, iar faptele lor erau astfel doar consecința acestor interese. Regizorul afirma că nu va accentua elementele anacronice în îmbrăcăminte și machiaj, iar bătăliile urmau să nu fie tratate la modul fastuos și grandios prezent în filmele istorice ale epocii, folosindu-se mai mult sugestia în redarea luptelor.
Rolul Tudor Șoimaru urma să fie interpretat inițial de Ilarion Ciobanu, dar acesta a fost înlocuit după prima lună de filmări cu Mihai Boghiță. 

### Filmări
Neamul Șoimăreștilor a intrat în faza de producție la 29 decembrie 1962. Filmările au avut loc în perioada 7 decembrie 1963 – 21 august 1964 și s-au desfășurat la Suceava, Voroneț, Sucevița, Câmpulung Muscel, Sighișoara (cadrele exterioare) și la Buftea (cadrele interioare). A fost folosită o cantitate mare de peliculă: 38.756 metri de negativ.
Filmul a fost realizat cu sprijinul Ministerului Forțelor Armate, Consiliului Superior al Agriculturii, Direcției Monumentelor Istorice, muzeelor de artă din R.P.R., Teatrului de Operă și Balet al R.P.R., întreprinderilor Decorativa și Arta Aplicată și al autorităților administrative din regiunile Suceava, Brașov, Argeș și Dobrogea.
Pentru redarea peisajului sadovenian s-a folosit peliculă color de foarte bună calitate, s-au filmat planuri generale, peisaje pitorești și sate tradiționale. Regizorul a ales să filmeze în decorurile naturale din apropierea bisericilor medievale moldovenești pentru a da mai multă autenticitate narațiunii cinematografice. Filmările au fost realizate de operatorii George Cornea și Aurel Samson.
Regizori secunzi au fost Anastasia Anghel, Alecu Gh. Croitoru, Marin Deboveanu și Alexandru Maldea. La realizarea filmului a colaborat un număr mare de consilieri: lt. col. Traian Sava, prof. Eugen Stănescu, Corina Niculescu, prof. Marin Nicolau Golfin și dr. Ion Apahideanu. Scenele de scrimă au fost pregătite de Angelus Pellegrini, maestru de scrimă, iar cele de dansuri de Oleg Danovski, soliști de balet fiind Magdalena Popa și Sergiu Ștefanschi. Instructori de călărie au fost Gheorghe N. Popescu, Florin Pădureanu și Alexandru Petrovici. Efectele pirotehnice au fost realizate de Teodor Drăgan și Vasile Dincă. 
Filmul a fost realizat pe peliculă color și are o lungime de 3923 de metri utili. Muzica a fost compusă de Theodor Grigoriu și interpretată de Orchestra Simfonică a Cinematografiei, dirijată de Constantin Bugeanu. Copia standard a fost finalizată la 30 noiembrie 1964. Cheltuielile de producție s-au ridicat la suma de 13.300.000 lei.

### Decoruri
Decorurile acestui film au fost realizate de arhitectul scenograf Constantin Simionescu. Acesta a colaborat la mai multe filme regizate de Mircea Drăgan, pe care-l considera un „regizor pedant, sensibil, care avea încredere deosebită în munca mea”. Decorurile realizate de el au scos în evidență epoca istorică în care se petrec evenimentele relatate, profesoara Elena Saulea considerând că „epoca respiră prin fiecare colț de casă, prin fiecare zid de cetate sau conac, cu tot ce are în față”.
Într-un interviu publicat în aprilie 2003 în revista Clipa, tipărită de o organizație românească din SUA, maestrul scenograf a prezentat mai multe probleme întâmpinate în timpul realizării filmului Neamul Șoimăreștilor, primul film în format ecran lat-color. Pelicula Eastman color folosită la filmări era de cea mai bună calitate, dar a cauzat câteva probleme neprevăzute. Simionescu a prezentat astfel problema cu care s-a confruntat: „Pe imaginea de pe ecran, la niște draperii, a apărut ața cu care au fost cusute. A fost necesar să facem multe probe de culoare la care pelicula era sensibilă și răspundea corect. Am constatat că de vină era culoarea, mov-cardinal compusă din roșu și albastru, iar pelicula a selectat numai culoarea albastră. În alcătuirea culorii, fabrica întrebuințase produsul englezesc, pigmentul roșu de cadmiu și produsul german, pigmentul albastru. Acest lucru m-a obligat să dau o atenție specială combinației de culori. A fost necesar să colorez cadrele în care erau personaje, întrebuințând culori menite să evite o suprapunere cu culorile folosite pentru decor”. Munca susținută depusă de operatori și de scenografi a fost recunoscută de specialiștii în domeniu, filmul obținând Premiul de excelență pentru calitatea imaginii și pentru ingeniozitatea mișcărilor de aparat la al IV-lea Congres UNIATEC de la Milano. De asemenea, producătorul american de peliculă a acordat Studioului Cinematografic București dreptul de a developa în laboratorul de la Buftea pelicula sa pentru tot sud-estul Europei.

## Recepție
Filmul Neamul Șoimăreștilor a avut parte de un mare succes de public la cinematografele din România, fiind vizionat de 13.046.101 spectatori, după cum atestă o situație a numărului de spectatori înregistrat de filmele românești de la data premierei și până la data de 31.12.2007 alcătuită de Centrul Național al Cinematografiei.  El a fost relansat la 5 ianuarie 2001, fiind vizionat de încă 5.457 spectatori. Neamul Șoimăreștilor se află astfel pe locul 5 în topul celor mai vizionate filme românești din toate timpurile după cum atestă un comunicat din 2006 al Uniunii Autorilor și Realizatorilor de Film din România. 
Recenziile critice din perioada lansării filmului au fost mixte. Majoritatea criticilor cinematografici și-au exprimat nemulțumirea față de tratarea superficială a operei sadoveniene, considerând că regizorul a fost „ispitit de filmul de aventură în costumație exotică” și de aspectele decorative ale romanului de inspirație; în opinia lor, filmul a fost golit astfel de „fiorul prozei sadoveniene”.
Poetul Gheorghe Tomozei afirma într-un articol publicat în 1965 în revista Cinema că „Drăgan a vrut să ecranizeze un roman clasic, sobru și dens, cu mijloacele realizatorului de superproducții, a vrut să împace logica dramaturgică a textului cu plastica filmelor de capă și spadă”.
Analizând cele mai vizionate 10 filme românești ale tuturor timpurilor, tânărul critic Andrei Gorzo a avut cuvinte dure la adresa filmului Neamul Șoimăreștilor, afirmând că acesta din urmă era să-l omoare. El a remarcat faptul că unele secvențe din film ies în evidență prin falsitate și ridicol: prezentarea unei bătălii din care nu reiese din ce motiv câștigă Tomșa, folosirea unui mozaic lingvistic, țipătul „extrem de fals” al femeii răpite, împiedicarea violului în ultimul moment („una dintre situațiile fundamentale ale filmului mut”), starea dichisită a satului „ca în așteptarea unei vizite de lucru”.
Criticul Tudor Caranfil a dat filmului o stea din cinci și a făcut următorul comentariu: „Adaptare a romanului lui Mihail Sadoveanu, episod al luptelor pentru putere duse, în secolul XVII, de familia Movileștilor și al ciocnirilor neîntrerupte dintre răzeși și boieri. Eroarea fundamentală a regizorului a fost intenția de a ilustra un roman clasic, sobru și dens în idei, cu fastul superproducțiilor. A rezultat o lectură de semidoct, cu palate de mucava și baiadere dezbrăcate, în care epica romanului e complicată, absurd și inutil, de o abordare penibil limitată a faptelor, cinematograf expozitiv, fără vibrație poetică. Tentativa de a conferi plauzibilitate situațiilor prin folosirea unui mozaic lingvistic de Turn Babel, în care răsună, în devălmășie, replici rostite în turcă, tătară, rusă, poloneză, e ridicolă, iar anacronismele istorice abundă cu seninătate, în ciuda unui întreg desant de consultanți. Cel mai penibil e prologul vorbit, în numele lui Sadoveanu, cu voce incoloră, de spicher la actualități. Pr. UNIATEC pt. imagine color operatorului George Cornea, și 13 milioane de intrări în cinematografe.”

## Premii
Filmul a fost premiat în anul 1964 cu Premiul de excelență pentru calitatea imaginii și pentru ingeniozitatea mișcărilor de aparat la al IV-lea Congres UNIATEC de la Milano.

## Galerie

### Locuri de filmare

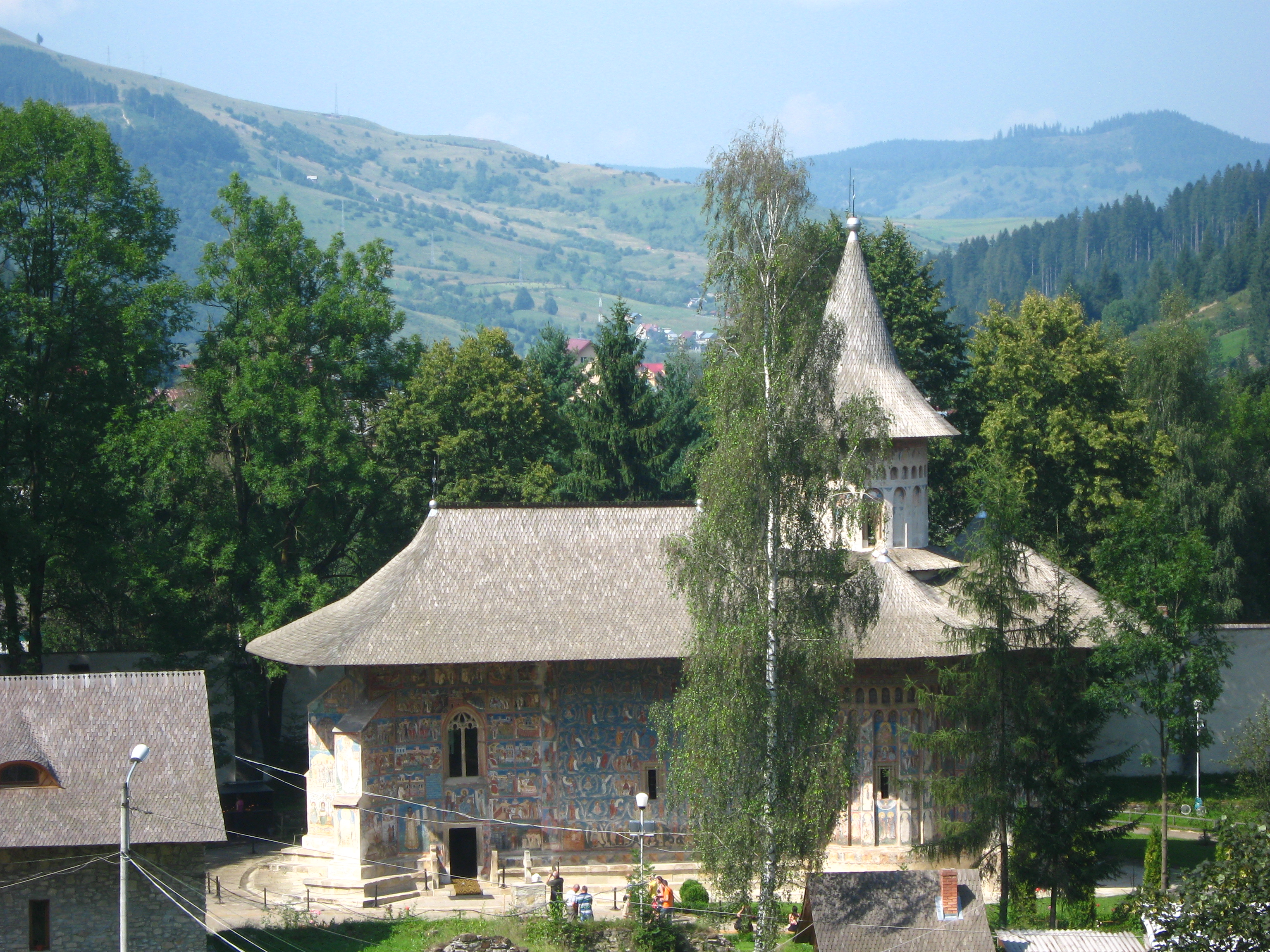
Biserica Mănăstirii Voroneț a servit ca biserică a satului Șoimărești
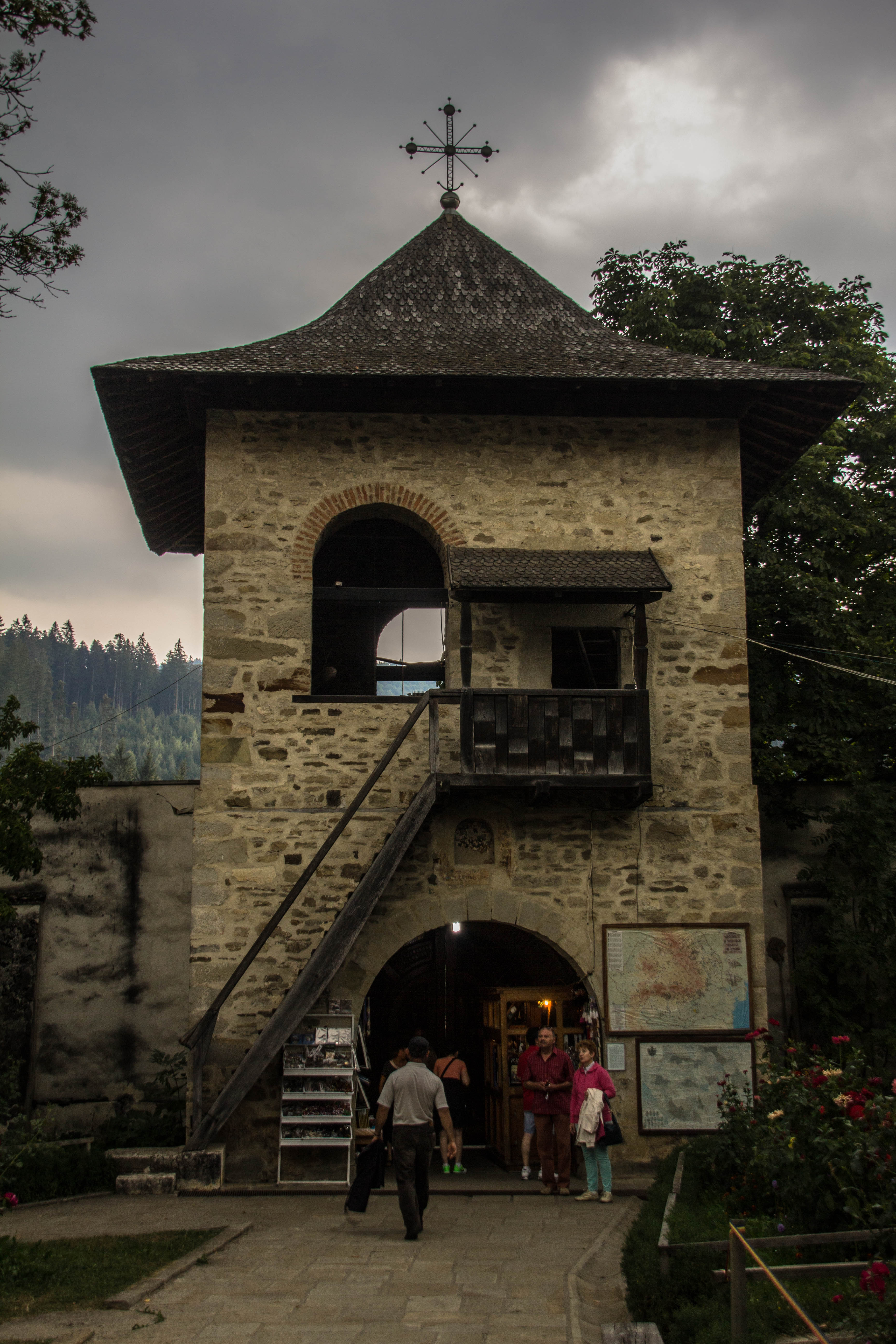
Clopotnița Mănăstirii Voroneț
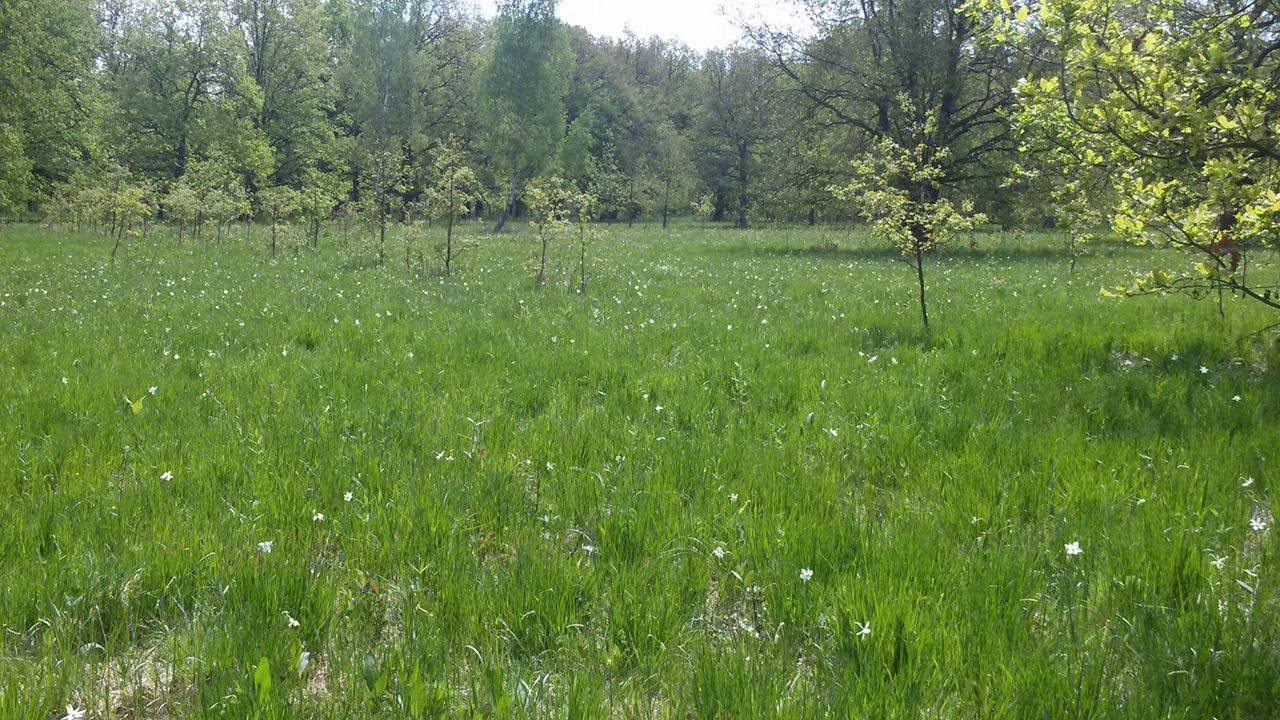
Poiana Narciselor din județul Brașov, unde a fost filmată povestea de dragoste a lui Tudor Șoimaru cu Magda Orheianu
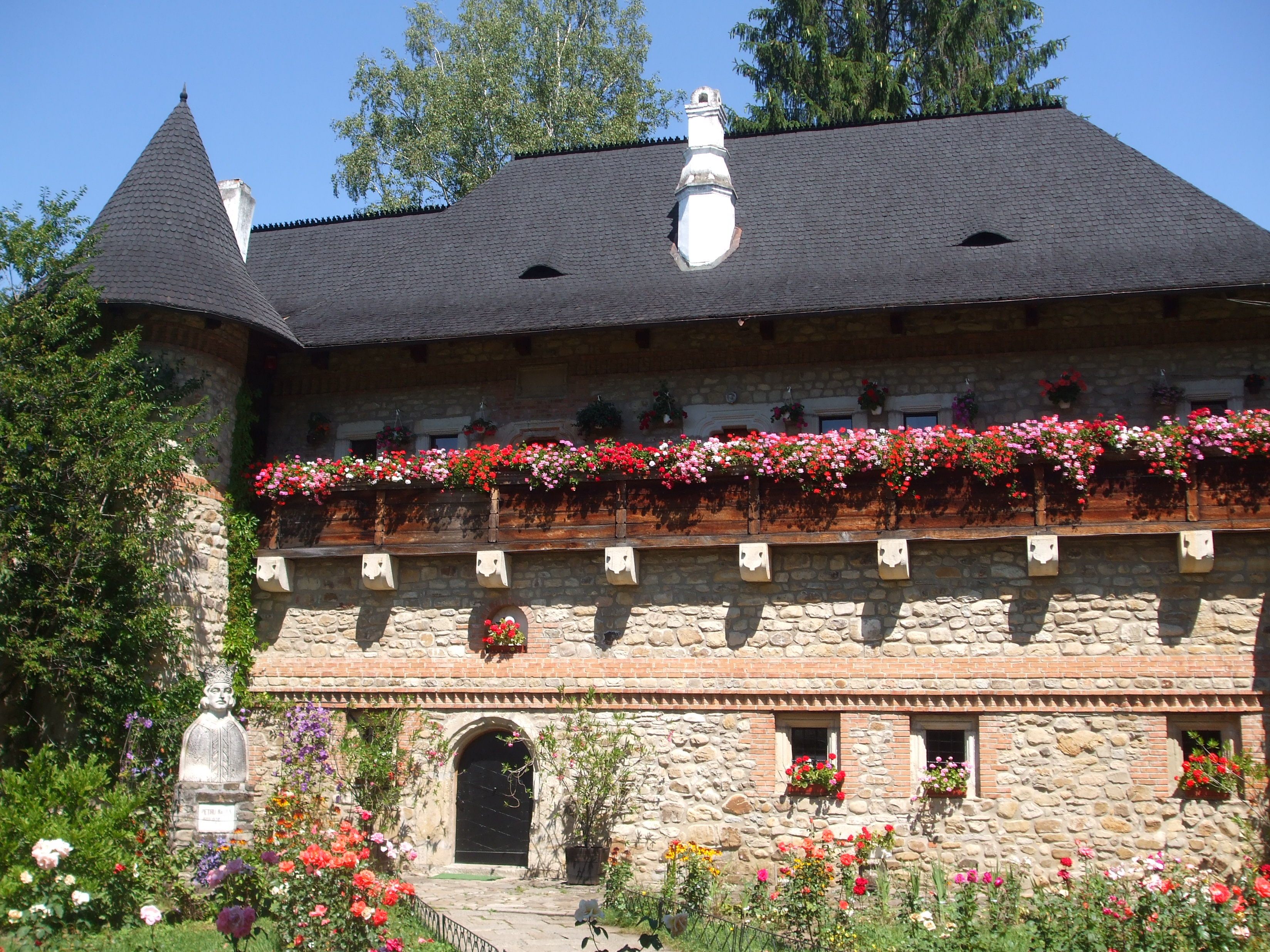
Clisiarnița Mănăstirii Moldovița a servit ca palat al lui Ștefan Tomșa
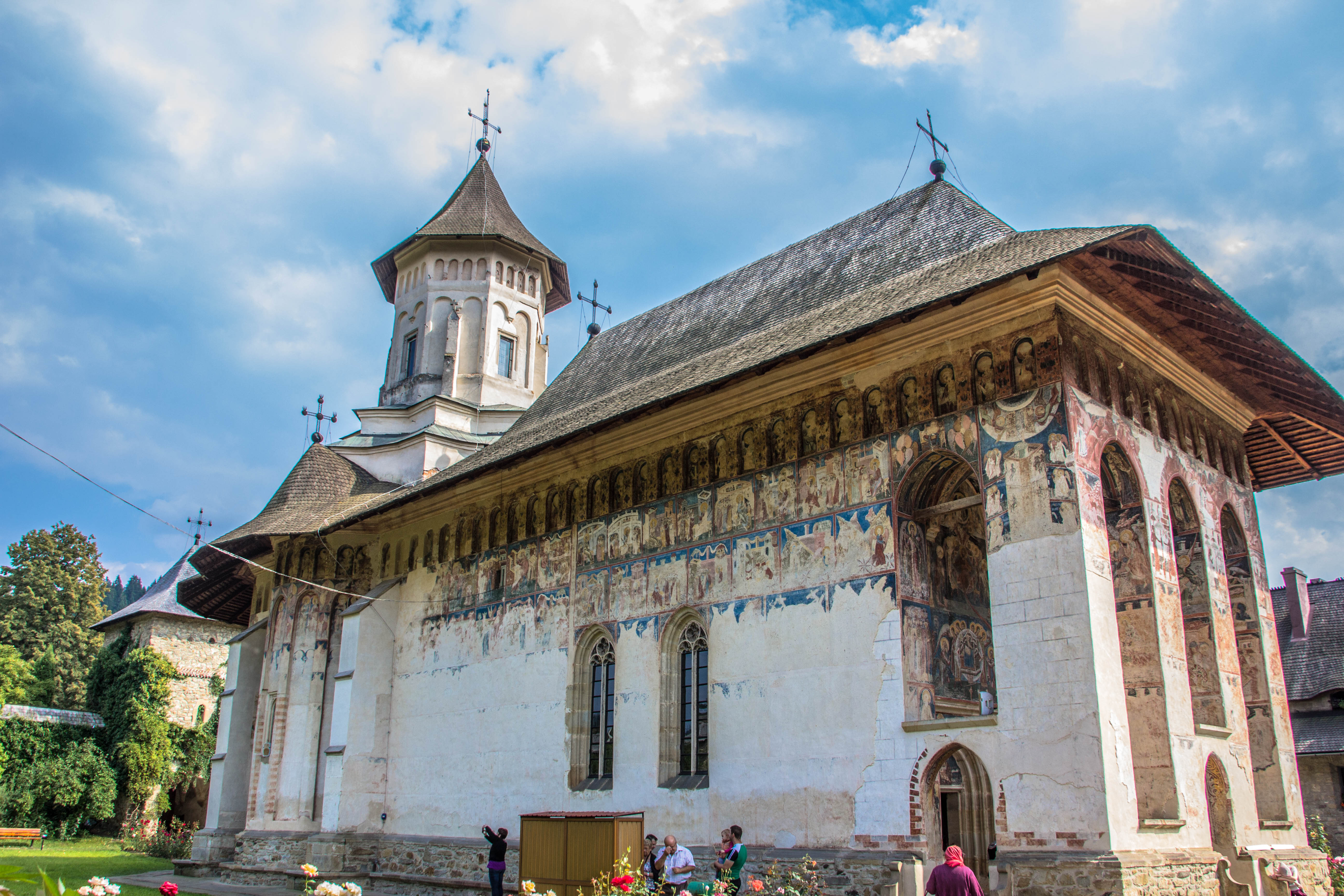
Biserica Mănăstirii Moldovița
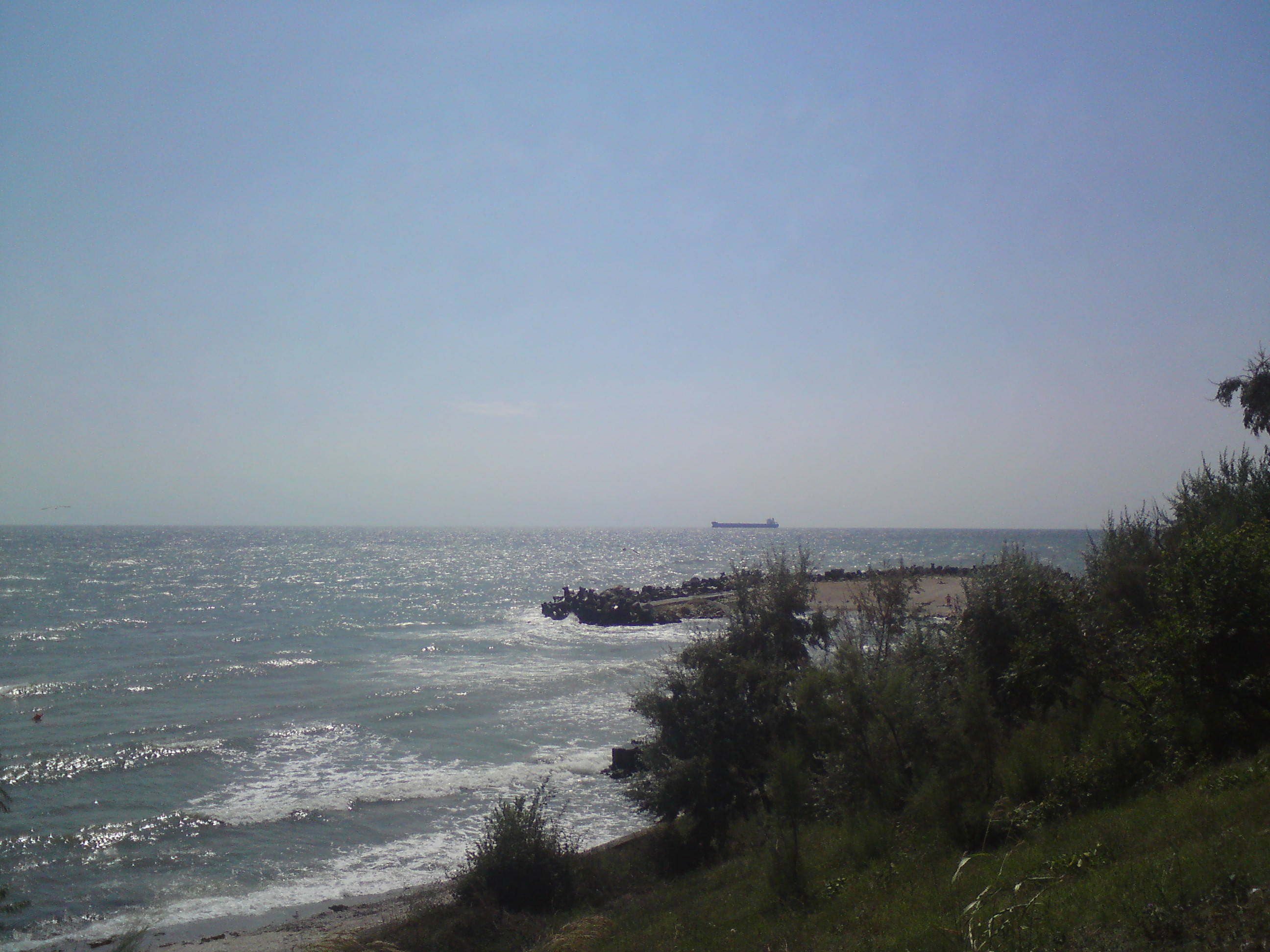
Litoralul Mării Negre, locul unde se află tabăra tătarilor lui Temir Bey
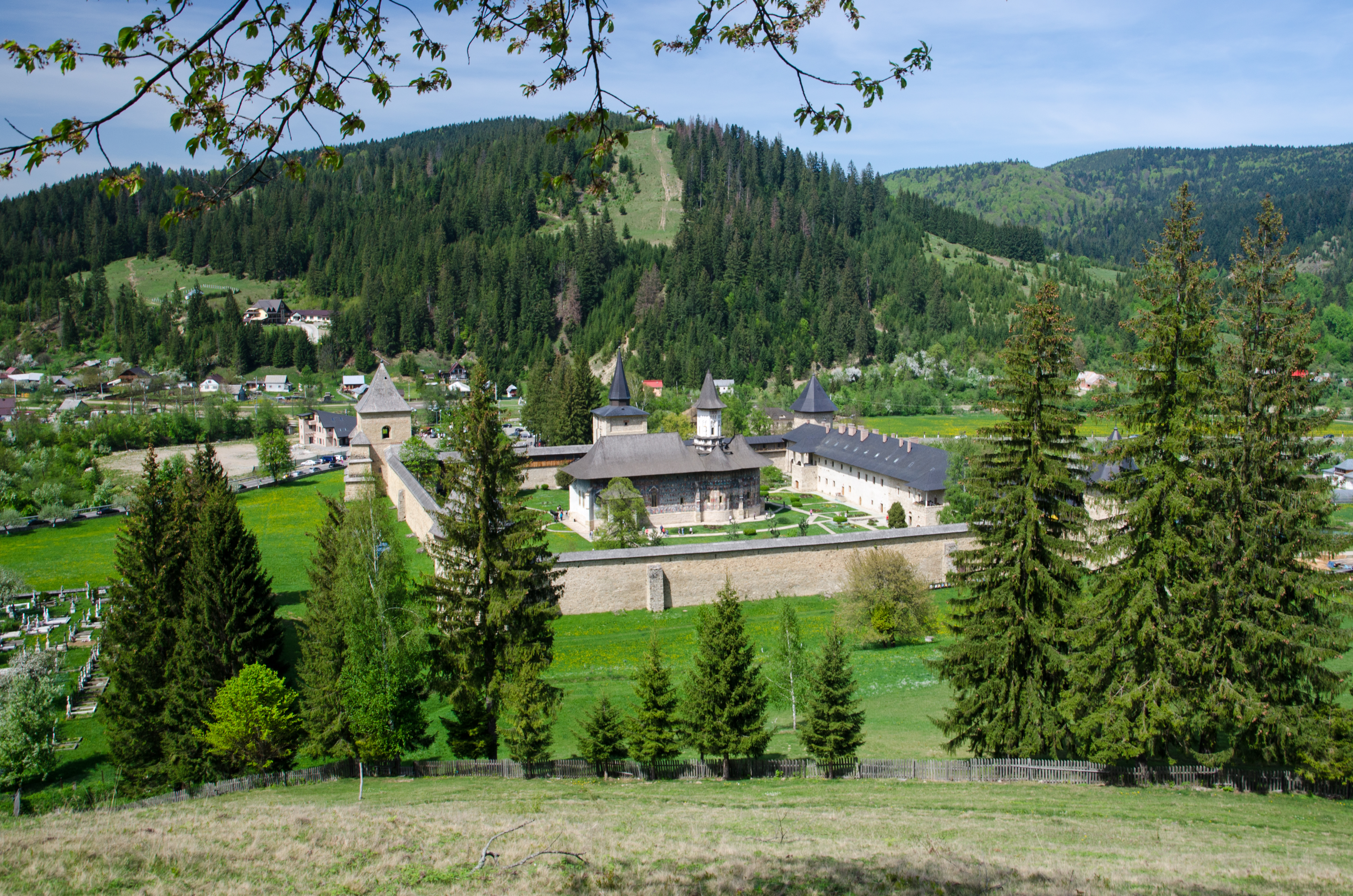
Mănăstirea Sucevița
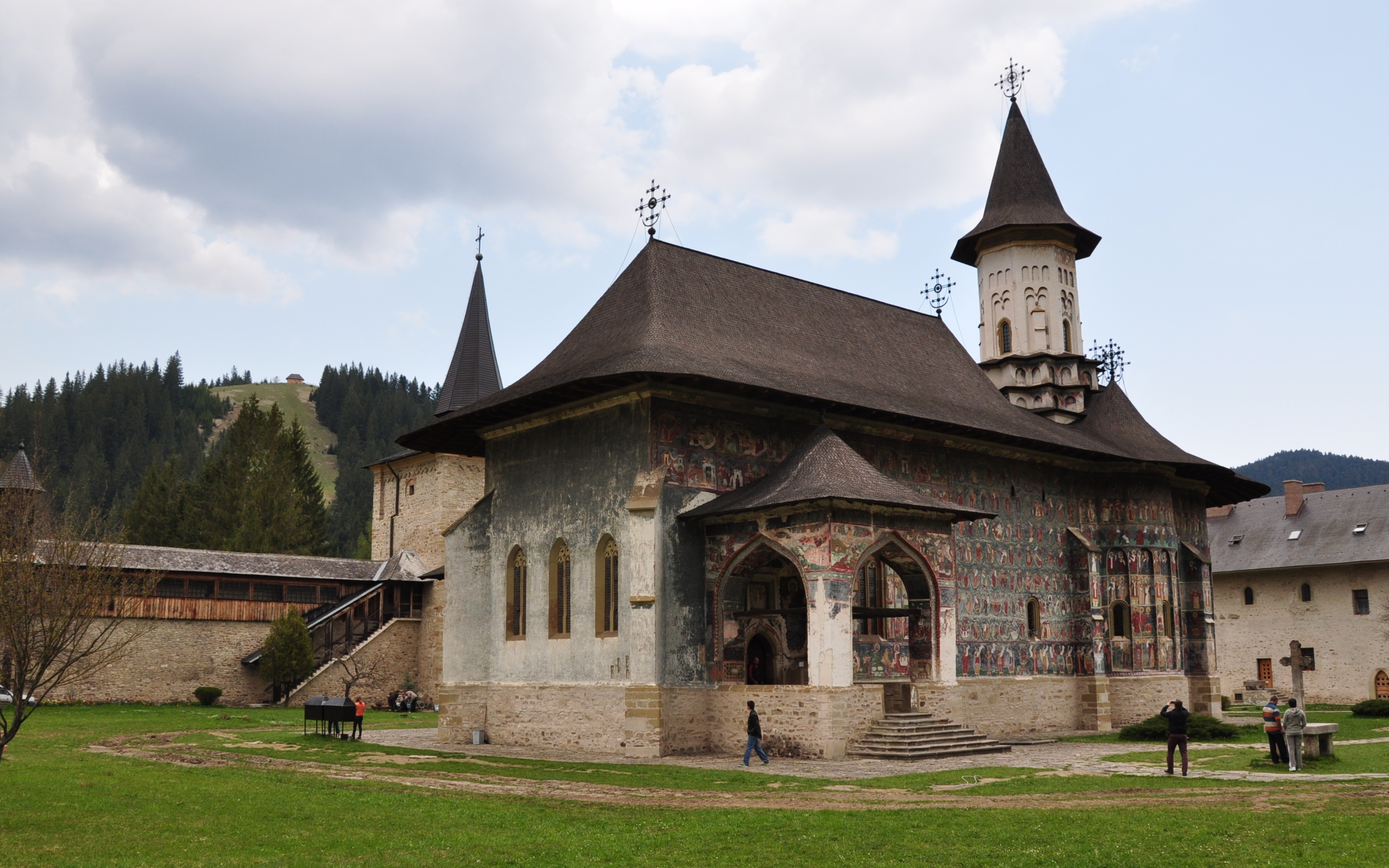
Biserica Mănăstirii Sucevița, unde a fost filmată încoronarea domnului Alexandru Movilă
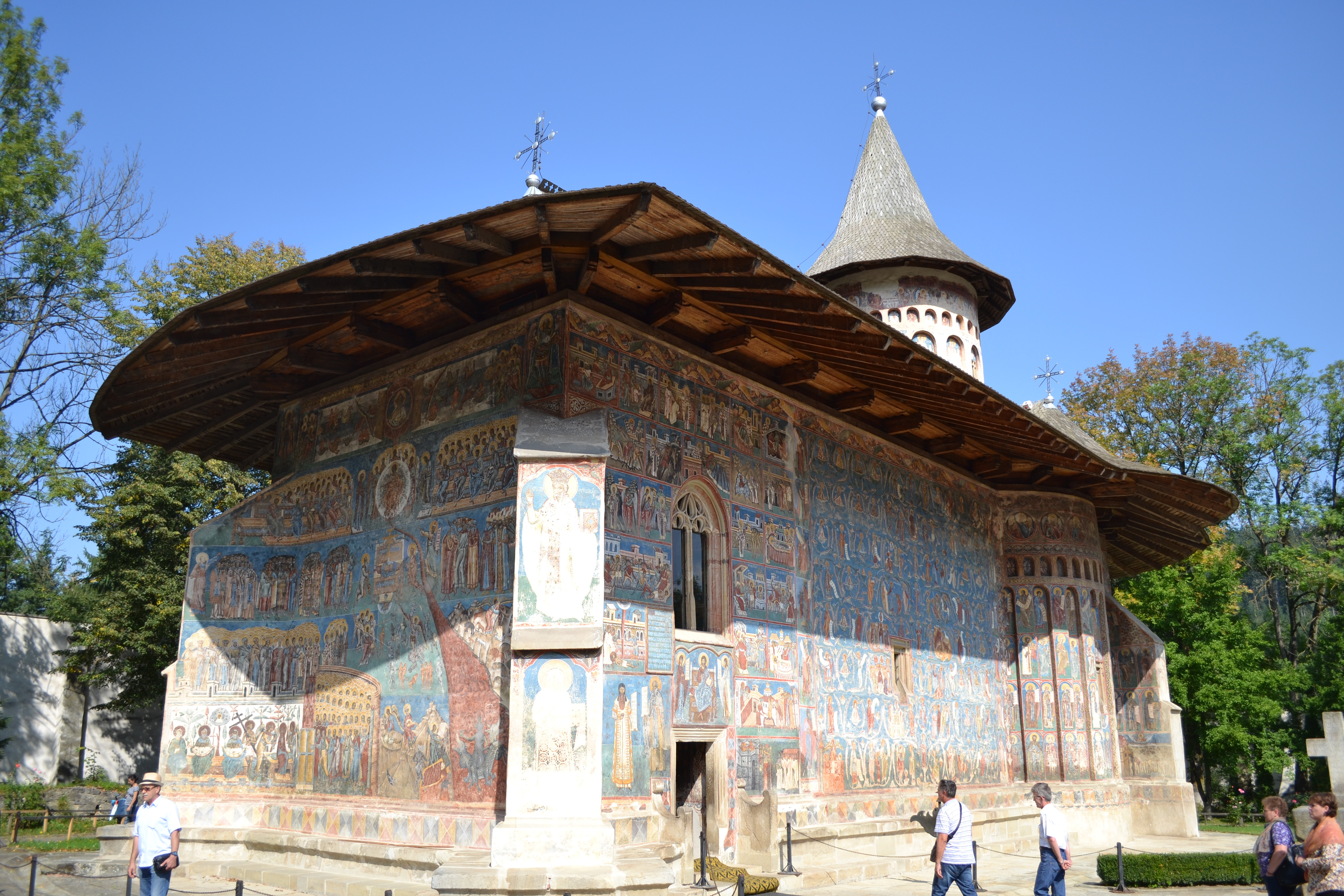
Biserica Mănăstirii Voroneț în fața căreia Tudor Șoimaru îl lovește cu sabia pe Stroe Orheianu